# Luro
Luro ist ein osttimoresischer Suco im Verwaltungsamt Luro (Gemeinde Lautém).

## Geographie

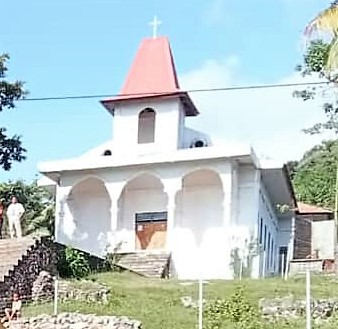
Kirche von Luro (Aldeia Amahira)

Vor der Gebietsreform 2015 hatte Luro eine Fläche von 22,95 km². Nun sind es 22,13 km². Der Suco liegt im Osten des gleichnamigen Verwaltungsamtes. Im Nordosten grenzt er an das Verwaltungsamt Lautém mit seinem Suco Maina II. Einen Großteil der Grenze bildet der Fluss Roumoco, der auch das Zentrum des Sucos durchquert. Im Südosten liegt das Verwaltungsamt Iliomar mit seinem Suco Fuat. Hier folgt die Grenze größtenteils dem westlichen Quellfluss des Malailada. Im Südwesten liegt der Suco Baricafa und im Nordwesten der Suco Cotamutu. Der Raumoco entspringt im Grenzgebiet zwischen den Sucos Baricafa und Luro, folgt der Grenze etwas nach Süden, bevor er nach Osten schwenkt und Luro durchquert. Dann fließt er entlang der Grenze zu Maina II nach Norden. Am Roumoco sinkt das Land an der Nordspitze des Sucos auf eine Meereshöhe von unter 100 m herab, ansonsten liegt es hauptsächlich zwischen 100 und 500 m. Nur im Zentrum des Sucos steigt das Land noch höher.
Der Ort Luro (Ober-Luro) im Suco ist der Hauptort des Verwaltungsamts. Er bildet mit Abere, Aelaneno, Afaia (Afaea), Amahira (Amaira), Uatalano (Suco Luro), Cotamutu, Baricafa (Barikafa) und Ossufaso (die letzten drei Orte liegen im Suco Cotamutu) eine geschlossene Siedlung. Fanice liegt weiter nördlich, Halaena im Osten und Sarelari südlich des Hauptorts. Osten und Süden des Sucos sind nur dünn besiedelt. Das Siedlungszentrum verfügt über eine Grundschule, einen medizinischen Posten und ein kommunales Gesundheitszentrum.
Im Suco Luro befinden sich die fünf Aldeias Abere, Alahira, Amahira, Hailarino und Vatalarino.
Die jährliche Niederschlagsmenge im Suco beträgt 1901 mm. Die Temperaturen liegen im Jahresverlauf zwischen 18,6 °C und 31,4 °C.

## Einwohner
Der Suco Luro hat 2.839 Einwohner (2022), davon sind 1.429 Männer und 1.410 Frauen. Im Suco gibt es 489 Haushalte. Fast 97 % der Einwohner geben Sa'ane als ihre Muttersprache an, einen besonderen Dialekt des Makasaes, das von etwa 1 % der Einwohner des Sucos als ihre Muttersprache genannt wird. Eine Minderheit spricht Fataluku, die Hauptsprache in der Gemeinde Lautém.
Nur 49,6 % (Männer 50,55 %, Frauen 48,21 %) der Bevölkerung des Sucos können lesen und schreiben. Der Alphabetisierungsanteil ist damit nur etwa halb so groß wie in der Gemeinde Lautém (82,90 %) oder ganz Osttimor (79,09 %). Fast 60 % der Einwohner Luros waren nie in einer Schule.
31,7 % der 375 Haushalte im Suco haben ein Mobiltelefon, 21,3 % ein Radio, 5,3 % einen Fernseher, 4,0 % ein Motorrad, 2,9 % einen Kühlschrank und 2,7 % ein Auto.

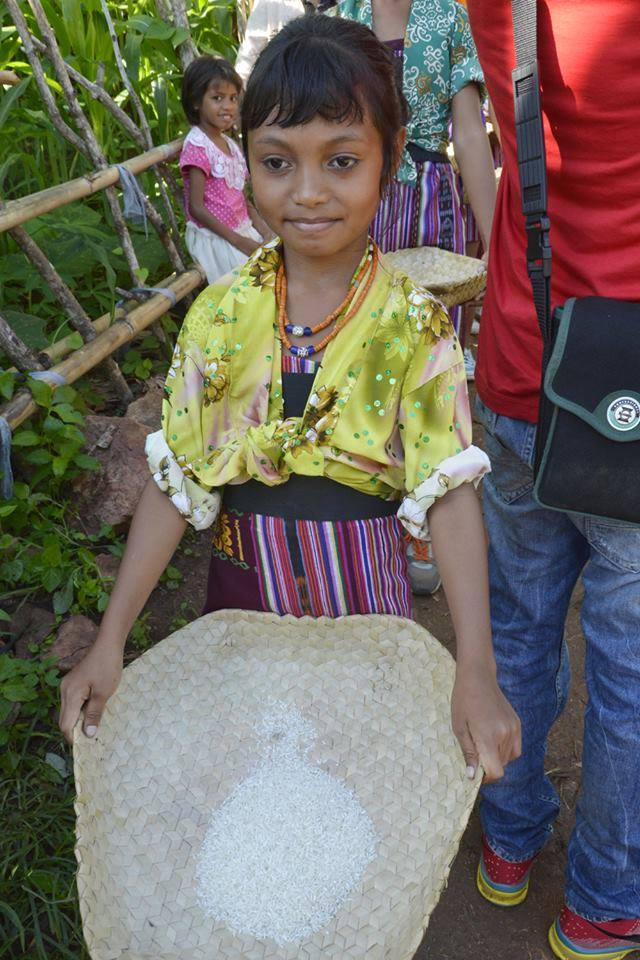
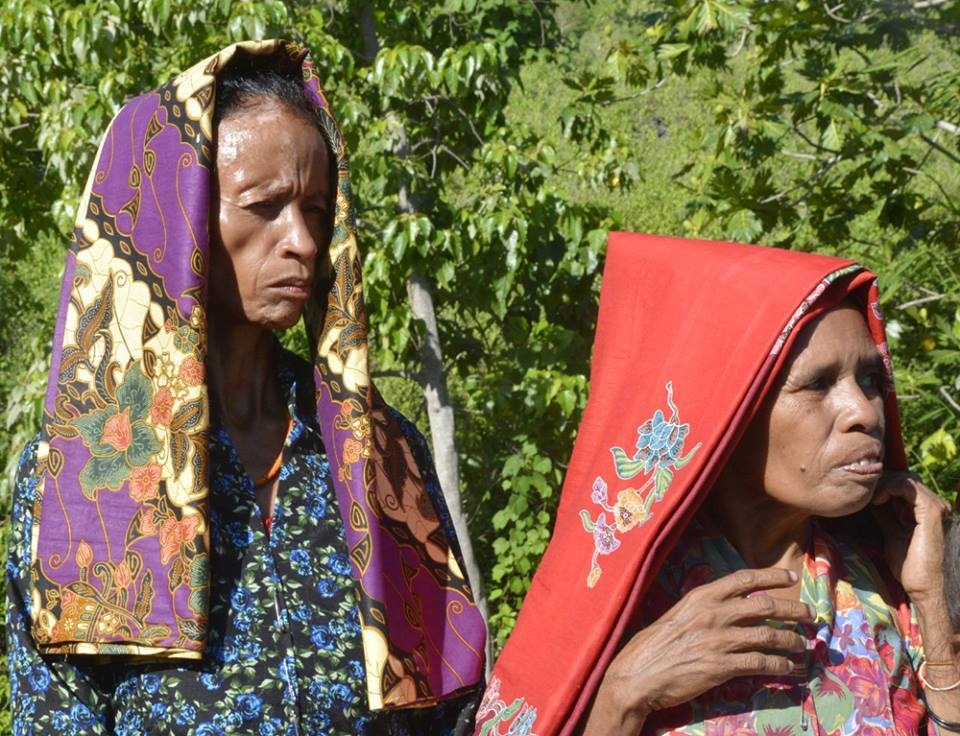
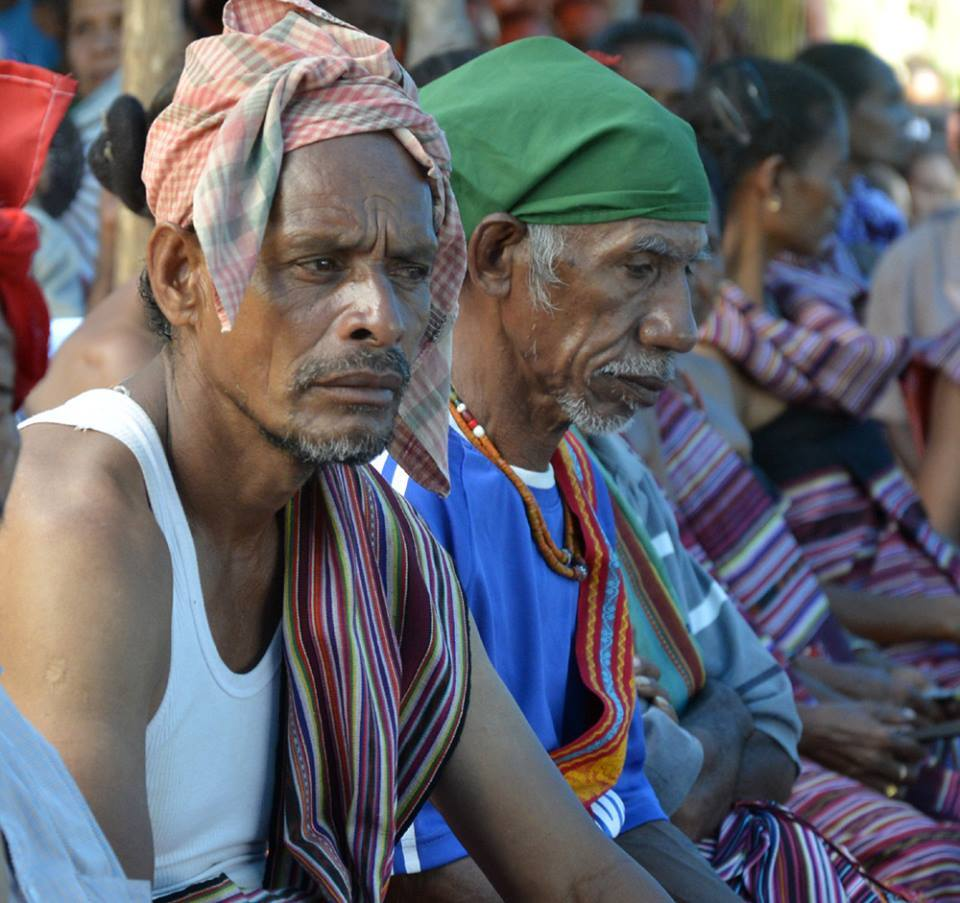

## Politik

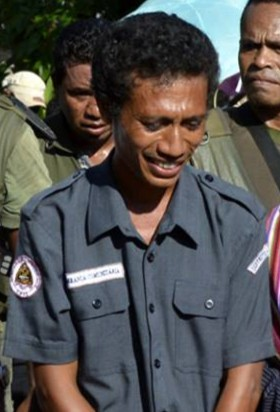
Marciano Rafael Sabino (2016)

Bei den Wahlen von 2004/2005 wurde José Pereira zum Chefe de Suco gewählt. Bei den Wahlen 2009 gewann Marciano Rafael Sabino und wurde 2016 in seinem Amt bestätigt.

## Wirtschaft
Die Bevölkerung lebt hauptsächlich von der Landwirtschaft. 73,07 % der Haushalte halten Nutztiere. 64 % haben Hühner (1300 Tiere), 61 % Schweine (432), 25 % Wasserbüffel (405), 20 % Pferde (135), 19 % Rinder (236), 13 % Ziegen (142). Schafe werden selten gehalten. Nur zwölf gibt es im Suco.
Ackerbau betreiben 51,73 % der Haushalte. 45 % pflanzen Mais an, 36 % Maniok, 33 % Reis und 27 % Gemüse. Kaffee wird nur von etwa 5 % kultiviert.

## Persönlichkeiten
- João Ribeiro (* 1974), Jurist